# Vargsommar
Vargsommar (norska: Ulvesommer) är en norsk äventyrs- och familjefilm från 2003 regisserad av Peder Norlund. Huvudrollen spelas av Julia Pauline Boracco Braaten. 
Filmen vann Amandaprisen i kategorin Bästa barn- och ungdomsfilm. Den tilldeladse också ett antal utländska priser i bland annat Tyskland.

## Handling
När kursen i utomhusklättring ställs in bestämmer sig tolvåriga Kim för att bestiga Östra muren, en brant och farlig klättervägg, som hennes bortgångne far gjorde när han var tolv. Hon övertygar sin mamma om att hon kan åka utomlands utan problem. Efter att ha gjort en ljugit ihop en historia som inkluderar hennes vän Mads tar Kim bussen till Nes, den närmaste byn intill Østveggen. Där träffar hon några vargjägare. 
Efter att ha klättrat nästan hela väggen ramlar Kim ner, slår huvudet mot en sten och svimmar. Omtumlad går hon in i en gammal nerfallen stuga, som blir hennes boende. När hon vaknar upptäcker hon att hon har sovit i ett varghåla. Hon får bra kontakt med vargarna vilket senare utvecklas till en väldigt speciell relation. Kim hämtas senare av sin mamma, som varit hos hennes vän Mads lantställe i Stavern.  
Väl hemma ser Kim ett inslag på nyheterna, där en jägare berättar ett i ett vinklar inslag om hemska vargsituationen i området. Efter detta börjar en kapplöpning, där Kim försöker skydda vargarna från jägarna. 
Detta tar henne med på flykt till gränsen till Sverige, med jägarna i hälarna. 

## Rollista
- Julia Pauline Boracco Braaten – Kim
- Jørgen Langhelle – Jon Reitan
- Line Verndal – Cecilie
- Samuel Fröler – Markus
- Niklas James Knudsen – Mads
- Ingar Helge Gimle – Ingvald
- Aksel Hennie – Pål
- Robert Skjærstad – Reidar
- Frank Robert Andreassen – klättertränare
- John Ivar Bye – länsman
- Harald Dal – Knut
- Åsne Seierstad – TV-reporter

## Priser
- Amandaprisen för bästa barn- och ungdomsfilm/program[4]
- CineStar – Children Film Prize för bästa film från barnjuryn på Schlingel Film Festival i Tyskland[5]
- CineStar - Huvudpris från den internationella juryn på Schlingel Film Festival i Tyskland[5]
- Barnjuryns pris – Nordiska dagarna i Lübeck[6]
- Starboy Award – Oulu International Children's Film Festival[6]
- Cinekid Films Publikpris på Cinekid Barn- och ungdomsfilmfestival i Amsterdam[6]